# اس گونیا
اس گونیا یک ستاره است که در صورت فلکی گونیا قرار دارد.